# 카흐라만마라시주

카흐라만마라시주의 위치

카흐라만마라시주(튀르키예어: Kahramanmaraş ili)는 튀르키예 중남부에 위치한 주로, 지중해 지역에 속한다. 주도는 카흐라만마라시이며 면적은 14,327km2, 인구는 1,034,727명(2006년 기준), 자동차 번호는 46번, 시외전화 지역번호는 0344번이다. 10개 군을 관할한다.